# Pularda
Una pularda és una gallina castrada. La paraula pularda prové del francès poularde, de 'poule' gallina + -arde (augmentatiu) o de l'occità polarda. Es tracta d'una carn molt apreciada, puix que és delicada, rica en greix infiltrat que es diposita sota la musculatura, cosa que la fa especial com a aliment que va al forn.
Les gallines castrades no produeixen ous i la seva carn resulta diferent.
Per a la producció de pulardes és preferible fer servir races de gallina clàssiques com la Pota blava (del Prat) i Castellana Negra.
El procediment tradicional per a obtenir pulardes consistia a criar-les en la foscor i sense permetre que es moguessin gaire. La manca de llum facilitava l'engreixament.
El mètode modern és d'extirpar un dels ovaris de la gallina jove, és una operació delicada i gràcies al fet de mantenir l'animal amb poca llum es redueix la regeneració de l'ovari.
Alguns productors crien les pulardes en semillibertat i la carn produïda és diferent de les que no es mouen.

## Alimentació
Amb un alt contingut de cereals, generalment entre 70 i 80% de les fórmules del pinso. També han de tenir derivats lactis, lleguminoses i vegetals en una proporció mínima de 5%.

## Sacrifici
Hom les mata quan arriben a 3 quilos de pes viu (el doble que una gallina normal), hi arriben al cap de sis o set mesos.